# The Week in Chess
Pour les articles homonymes, voir The Week.
The Week in Chess (souvent abrégé TWIC) est une lettre d'information hebdomadaire sur le jeu d'échecs.
Elle est éditée par Mark Crowther depuis 1994. Il s'agit probablement du premier périodique sous format électronique sur le jeu d'échecs et disponible gratuitement sur Internet. Le premier numéro est posté sur Usenet, dans le groupe rec.games.chess le 17 septembre 1994. Plus tard, la lettre est diffusée à partir du site web personnel de Crowther, puis sur le site chesscenter.com, puis sur le site actuel theweekinchess.com.
La lettre contient à la fois des nouvelles et des parties en format PGN. Elle devient populaire auprès des amateurs aussi bien que des professionnels, qui l'utilisent pour garder un œil sur l'évolution des ouvertures et construire des bases de données de parties récentes.
TWIC est toujours diffusée sous forme de lettre hebdomadaire, bien que le site web soit mis à jour quotidiennement.